# Сорта рода Эхинацея
Эта статья содержит дополнительные сведения к материалу, изложенному в статье Эхинацея
Сорта рода Эхинацея.

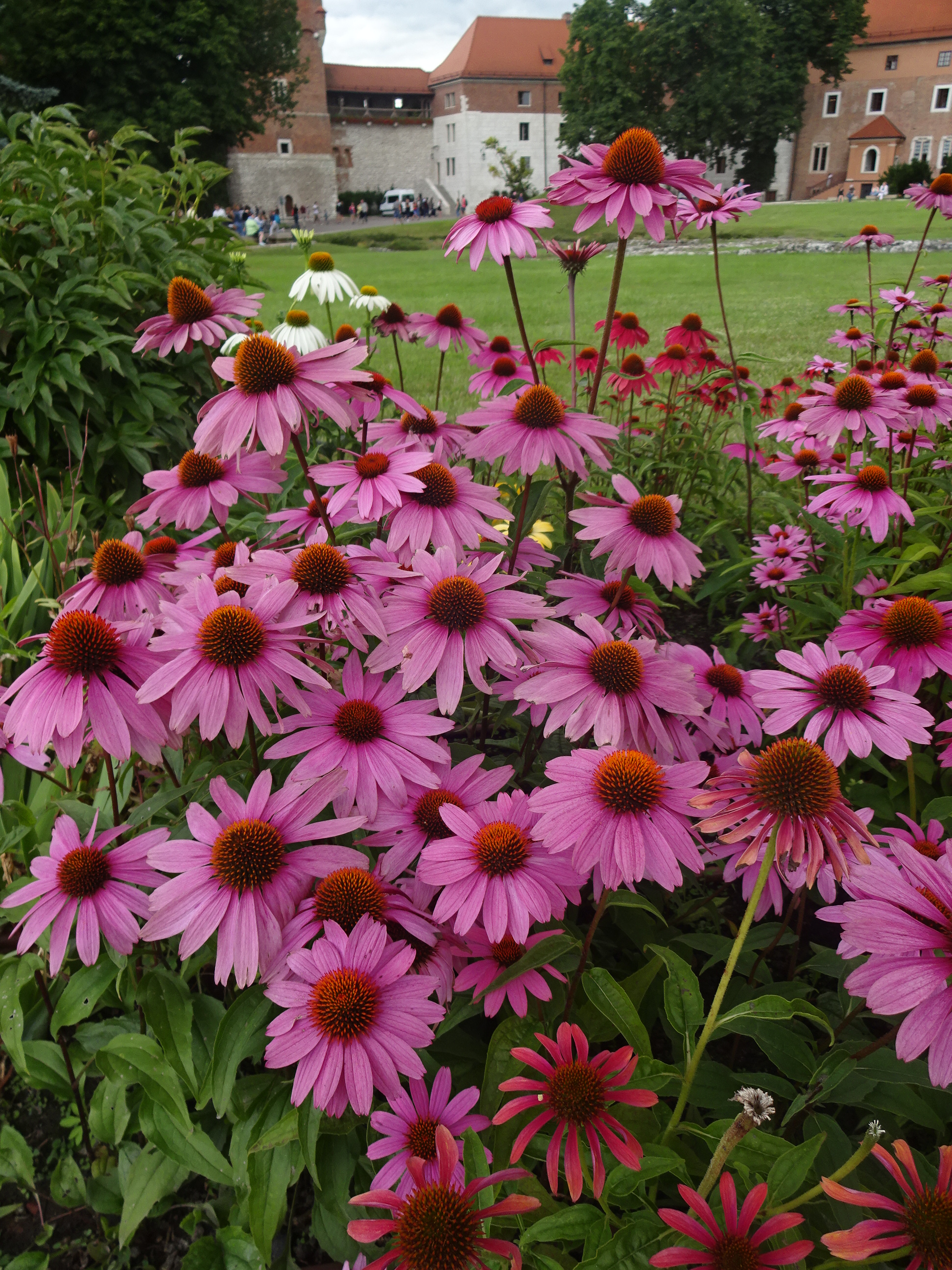
Различные сорта эхинацеи

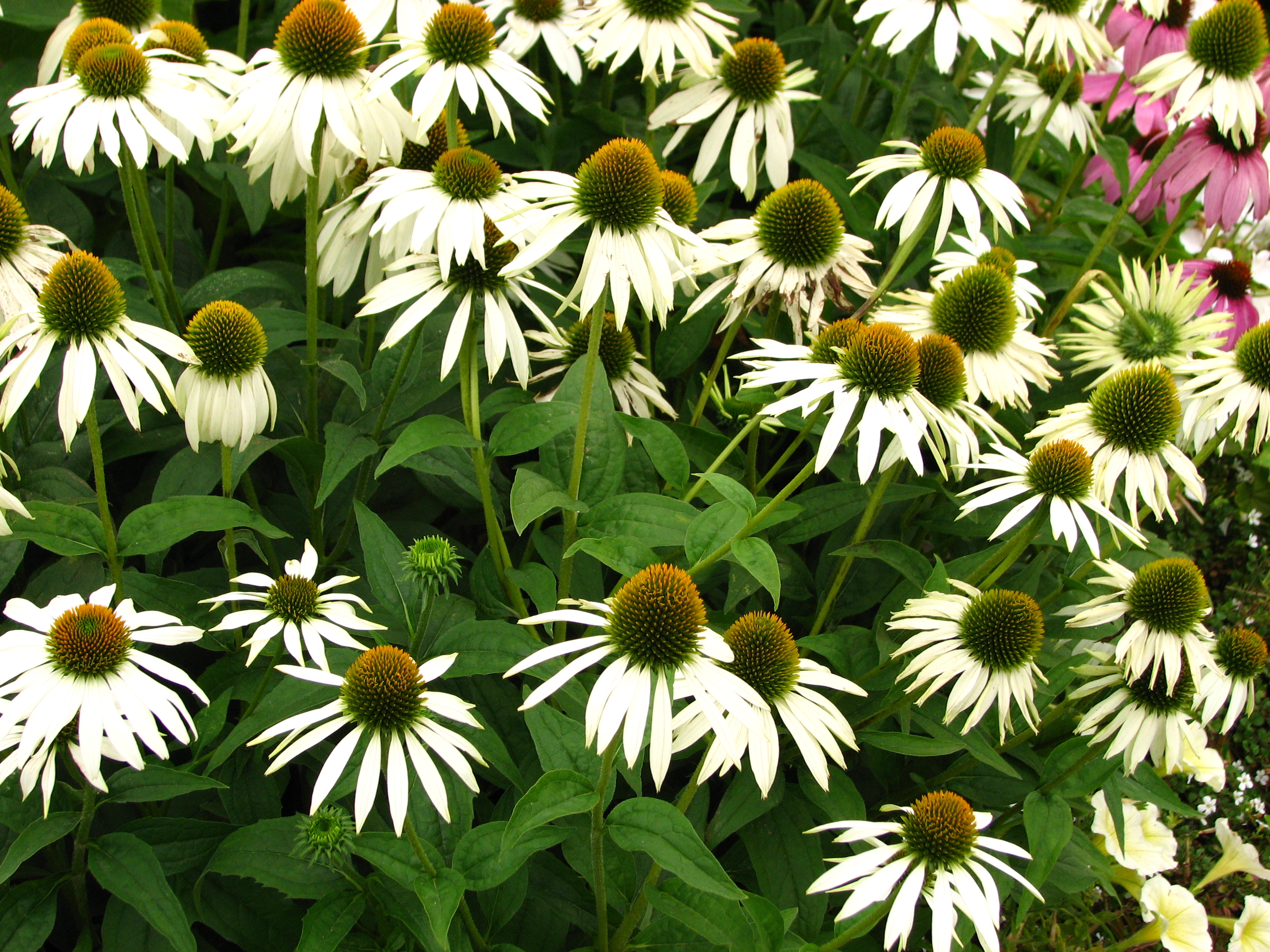
Echinacea 'White Swan'

Значительная часть сортов являются разновидностями Эхинацеи пурпурной и гибридами с её участием. В настоящее время, в результате интенсивной селекционной работы, получены сорта с белой, фиолетовой, розовой, жёлтой, оранжевой и почти красной окраской соцветий.
Появление новых сортов эхинацеи в течение последних пяти лет происходило взрывообразно, и многие из них будут введены в культуру в ближайшие годы. Прорыв в селекции эхинацеи был подготовлен в США, в особенности новаторскими работами доктора Джима Олта из ботанического сада в Чикаго. Это первый селекционер, который начал межвидовое скрещивание эхинацеи парадоксальной и эхинацеи теннессийской, в результате чего появились сорта с оранжевыми и пастельными тонами. Одним из его последователей является Ричард Саул, который, однако, в качестве одного из родителей использовал эхинацею пурпурную, что не только улучшило внешний вид гибридов, но и продлило срок их жизни. Вместе со своим братом Бобби он представил серию гибридов 'BIG SKY'. Гибриды этой серии обладают всеми лучшими характеристиками эхинацеи пурпурной, к тому же они более компактны, хорошо разветвлены, цветки более крупные, а листья и лепестки шире.
Все сорта эхинацей рекомендуется высаживать на местах, хорошо освещённых солнцем. Хотя эхинацея хорошо адаптирована к бедным питательными веществами почвам, её цветение более обильно на почвах с достаточным количеством питательных веществ. При выращивании во влажной почве сорта гибридного происхождения зимой выпадают, поэтому их рекомендуется высаживать на хорошо дренированной почве или на высоких грядах. Дикие виды встречаются на различных типах почв, с кислотностью рН от 6 до 7.
Многие из новых гибридных сортов имеют пониженную жизнеспособность или полностью стерильны. Сорта размножают делением разросшихся куртин, стеблевыми черенками и микроклонально. Сортовые эхинацеи по своей природе нельзя отнести к долгожителям, они запрограммированы процвести два-три сезона, оставить семенное потомство и уйти. Поэтому эхинацеи необходимо в обязательном порядке делить ранней весной.
Растения выкапывают, разрезают острым ножом на несколько частей, срезы опрыскивают раствором одного из вышеперечисленных фунгицидов и сразу высаживают.
Большинство новых гибридов запатентованы, что делает их свободное распространение незаконным.

## A
- 'Adam Saul' (Crazy Pink™). 
Интродукция Itsaul Plants. Высота растений около 61 см. Сорт отличается очень обильным цветением (до 100 соцветий на одном растении). Соцветия нежно-розовые с оранжево-коричневым конусом[5].
- 'Avalanche' Arie Blom.
Сорт эхинацеи пурпурной. Высота растений около 60 см. Соцветия классической формы, белые с оранжево-коричневым центром. В Голландии цветение начинается в конце июня и продолжается до сентября[6]. Зоны морозостойкости 4—9[7].

## B
- Big Sky™ series (Echinacea paradoxa × Echinacea purpurea). Селекция ItSaul Plants[8].
- 'Buttercream'
Высота около 55 см. Корзинки «махровые», до 12 см в диаметре. «Шишки» с кремово-жёлтой окраской, язычковые цветки почти белые. Нераспустившиеся цветки в молодом соцветии зелёные. Цветоносы крепкие, разветвлённые[9].

## C
- 'Cleopatra'
Высота 55—60 см. Соцветия простые, язычковые цветки ярко-жёлтые, трубчатые жёлто-оранжевые. Растения превосходного габитуса, обильно цветут, цветоносы не полегают. Рост энергичный, куст быстро разрастается[9].
- 'Champagne Bubbles' Arie Blom. 
Сорт эхинацеи пурпурной. Высота растений около 95 см. Соцветия белые. Центр конуса у распускающихся соцветий жёлтый. В Голландии цветение начинается в июле и продолжается до сентября[10].
- 'Coconut Lime' Arie Blom. 
 Сорт эхинацеи пурпурной. Высота растений около 75 см. Нижняя часть соцветий белая, верхняя кремово-зелёная, центр коричневый. Цветение в Голландии с середины июня до сентября[11].
- 'Cotton Candy' Arie Blom. 
Сорт эхинацеи пурпурной. Высота растений около 85 см. Соцветия розовые. Конус соцветия состоит из очень длинных трубчатых цветков, язычковые цветки направлены вниз. В Голландии цветение начинается в июле и продолжается до сентября. При посадке в местах сильно продуваемых ветром, растениям требуется опора[12].
- 'Crazy Pink'
- 'Crazy White'
- Cone-fections series. Селекционер Arie Blom[13], Plants Nouveau, Нидерланды[14].
- 'Coral Reef'

## D
- 'Daydream'

## E
- 'Elton Knight'
- 'Evan Saul'

## F
- 'Fatal Attraction'
- 'Firebird'
- 'Flame Thrower'
- 'Fragrant Angel'

## G
- 'Green Envy'
- 'Guava Ice' Arie Blom. 
Сорт гибридного происхождения, на рынке с 2011 года. Высота растений около 75 см. Соцветия махровые, оранжево-розовые, согласно другому источнику красно-лососевые. В Голландии цветение с конца июня до сентября[15]. Золотая медаль «Plantarium 2010». Растения мощные, устойчивые к болезням. Красивая листва, множество розеток и обильное длительное цветение[9].
- 'Gum Drop'

## H
- 'Harvest Moon' Richard Saul (syn. 'Matthew Saul'). 
 Серия Echinacea Big Sky™. Гибрид Echinacea paradoxa × Echinacea purpurea. Высота растений 69—76 см. Соцветия ароматные, золотистого цвета с оранжево-жёлтым центром. Цветение: июль-август. Зоны морозостойкости: 4—8[16]. По информации от создателей этого сорта, зоны морозостойкости: 5—8[17].
- 'Heavenly Dream'
- 'Honeydew'
Высота около 60 см. Светлые язычковые цветки расположены горизонтально, сердцевина пастельная светло-зелёная с более тёмным центром. Мощные, разветвлённые цветоносы. Корзинки «махровые», около 10 см в диаметре[9].
- 'Hope'
- 'Hot Lava'
- 'Hot Papaya' Arie Blom. 
Сорт гибридного происхождения. Высота растений 80—90 см. Соцветия красные с оранжевым оттенком. Отличается превосходным нарастанием розетки, ветвистыми цветоносами, длительным и обильным цветением. Цветение в Голландии с начала июня до августа[9][18].
- 'Hot Summer'
Высота около 90 см. Принадлежит к сортам с простыми цветками (соцветия природного типа с язычковыми цветками по краю). Растение мощно развивается, обильно цветёт. При этом распускающиеся желтые соцветия со временем становятся тёмно-красными[9].

## I
- 'Irresistible'
Первый «махровый» сорт с красно-оранжевыми, постепенно розовеющими соцветиями на ветвистых цветоносах. Высота около 80 см[9].

## J
- 'Jupiter'

## K
- 'Katie Saul'
- 'Kim’s Knee High' 
Высота растений около 60 см. Соцветия розовые с оранжево-коричневым конусом. Зоны морозостойкости 3—9[19].

## L
- 'Little Magnus' Mart Vester. (syn. 'Little Magnus®')
 Сорт получен в северной Голландии, в продаже с 2000 года. Высота растений 35,5—46 см. Соцветия фиолетово-розовые с оранжево-бронзовым центром, такие же, как у сорта 'Magnus', около 7,6 см в диаметре[20]. Согласно другому источнику высота растений 45—61 см. Цветение в июле-августе. Зоны морозостойкости: 3—8[16]. pH почвы: 6,5 — 7,0[21].

## M

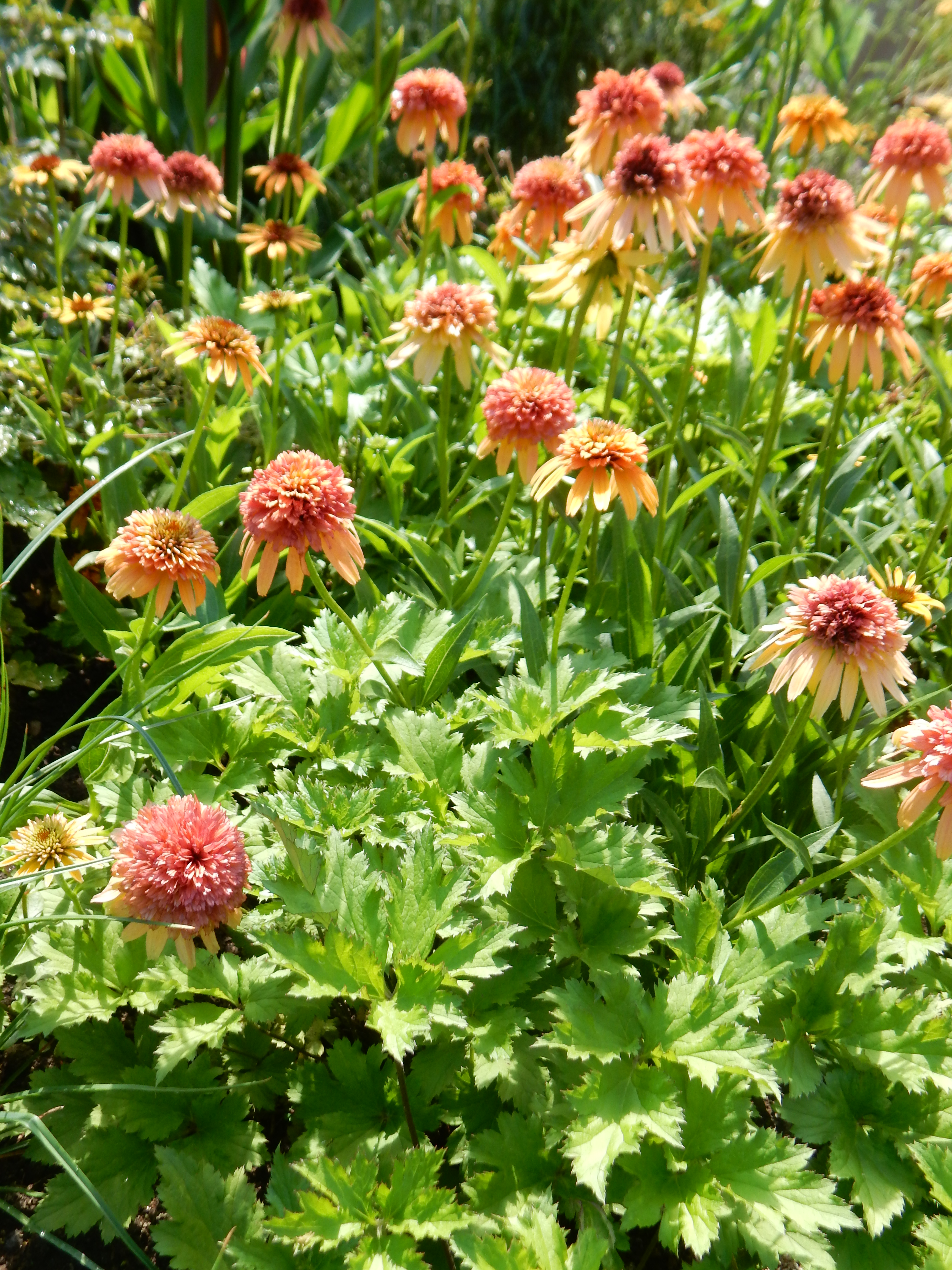
Echinacea 'Marmalade'

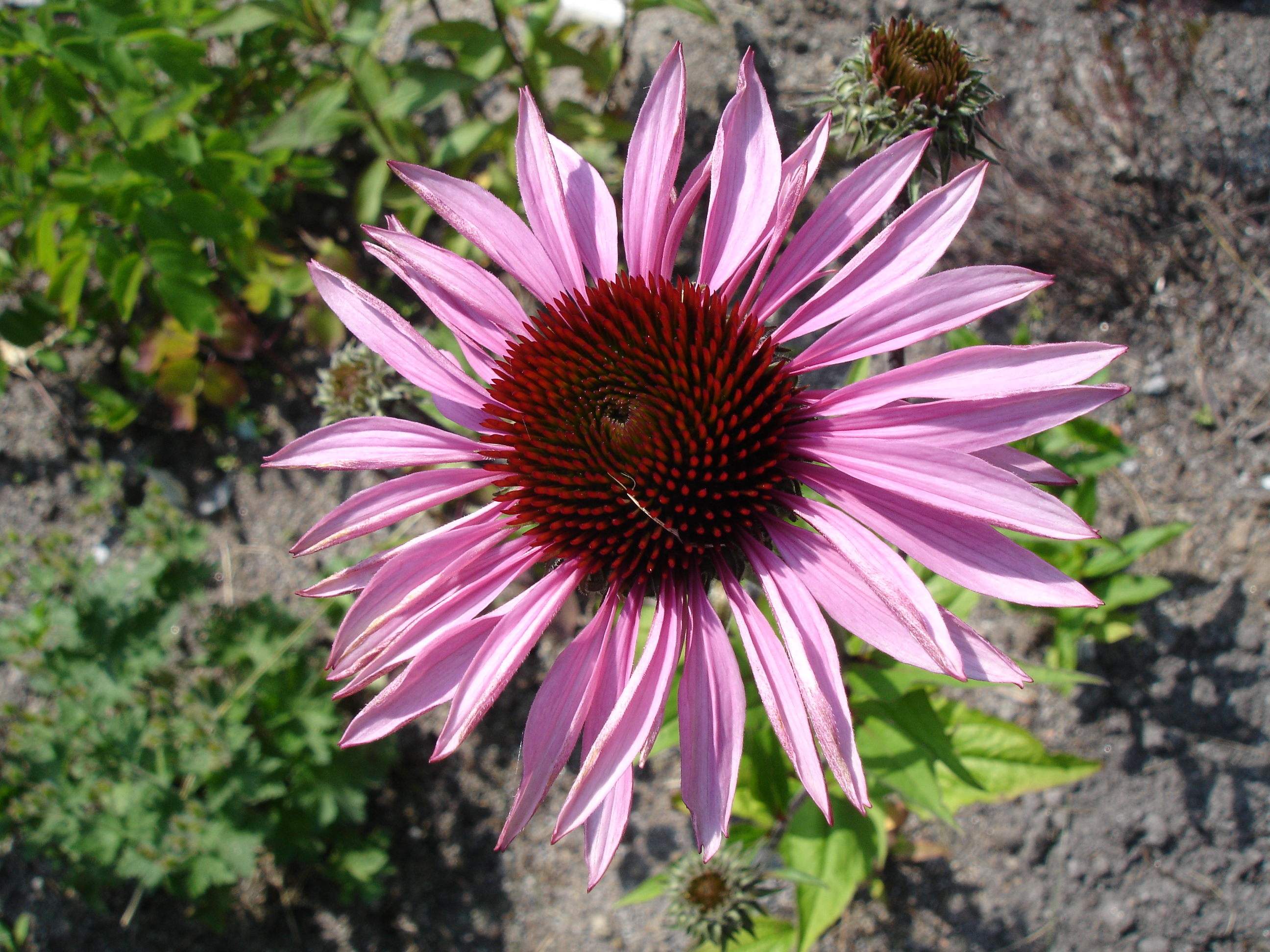
Echinacea 'Merlot'

- 'Mac 'N' Cheese'
- 'Mama Mia'
- 'Magnus'.
Сорт эхинацеи пурпурной. Высота растений 76—91 см. Соцветия фиолетово-розовые с оранжево-бронзовым центром. Награды: Award of Garden Merit (Royal Horticultural Society). Зоны морозостойкости: 3—8[22], согласно другому источнику: 2a—9b[23]. Цветение с середины лета до осени. Некоторые соцветия рекомендуется оставлять на зиму, так как семена являются хорошей пищей для вьюрковых птиц[24]. Деление взрослых кустов рекомендуется производить каждые 4 года[25].
- 'Marmalade' Arie Blom. Высота около 80 см. Первый «махровый» с оранжевато-жёлтой окраской, на которой постепенно отчётливо проявляются розовые тона. Появился в продаже в конце сезона 2010 года. Как и большинство жёлтых сортов, является гибридом эхинацеи парадоксальной (E. paradoxa), очень чувствительной к замоканию, однако показал хорошую устойчивость. Куст эффектно выглядит, особенно на некотором расстоянии[9].
- 'Matthew Saul'
- 'Maui Sunshine'
- 'Meringue' Arie Blom. 
Сорт эхинацеи пурпурной. Высота растений около 45 см. Соцветия белые с жёлтым конусом. Центр конуса у распускающихся соцветий зеленовато-коричневый. Конус соцветия состоит из очень длинных трубчатых цветков, белые язычковые цветки направлены почти вниз. В Голландии цветение начинается в июле и продолжается до сентября[26].
- 'Merlot'
- 'Milkshake' Arie Blom. 
Сорт эхинацеи пурпурной. Высота растений около 90 см. Один из плеяды «махровых» белых. Молодые соцветия с нарядным ярко-жёлтым глазком. Взрослая корзинка высокая, в виде помпона, а цветки зеленовато-кремовые и, что важно, до двух месяцев не теряющие декоративности. Великолепный куст образует до сотни соцветий. Конус соцветия состоит из очень длинных трубчатых цветков, язычковые цветки направлены вниз. В Голландии цветение начинается в июле и продолжается до сентября[27]. Зоны морозостойкости 4—9[9][28].

## P

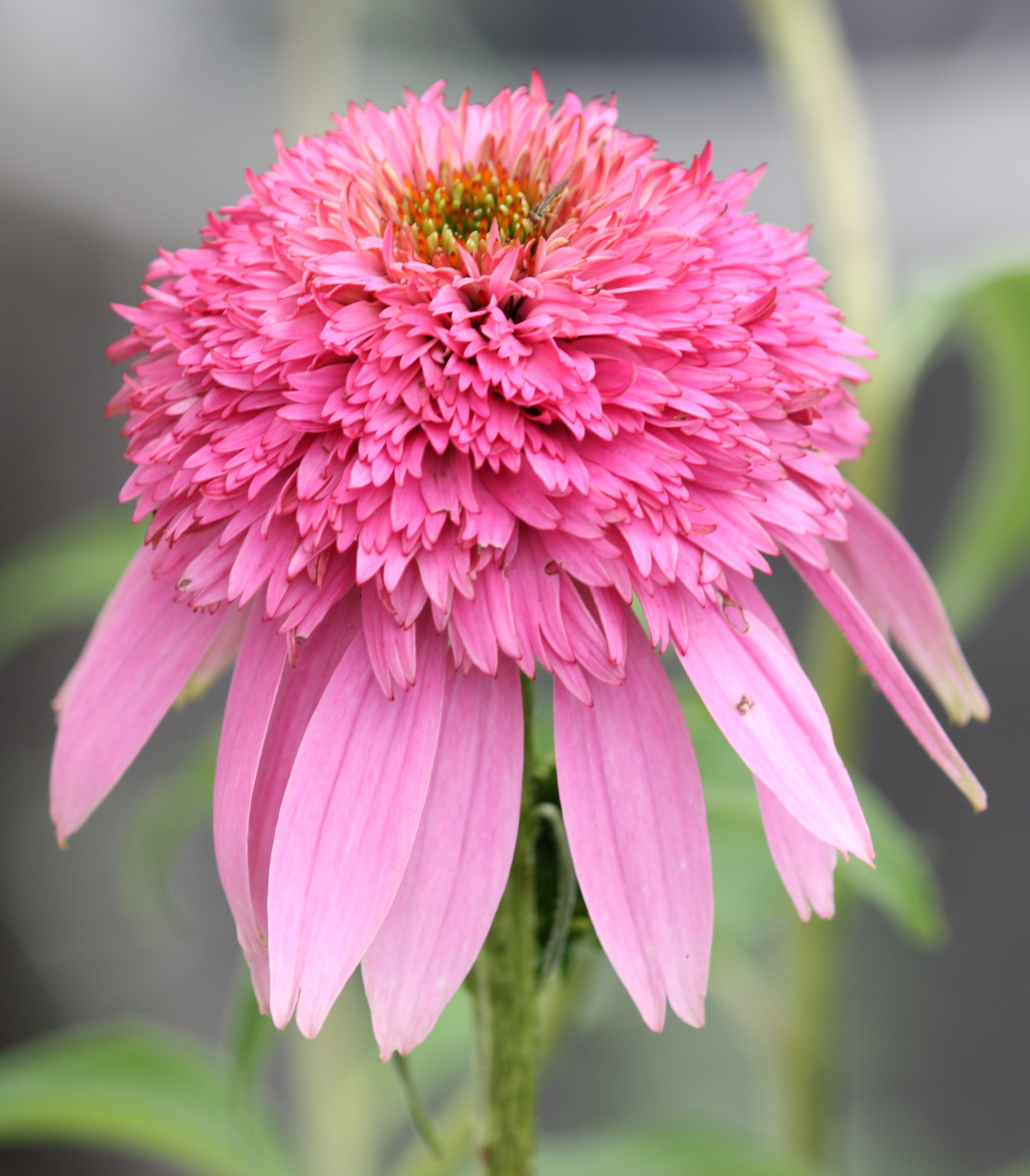
Echinacea 'Pink Double Delight'

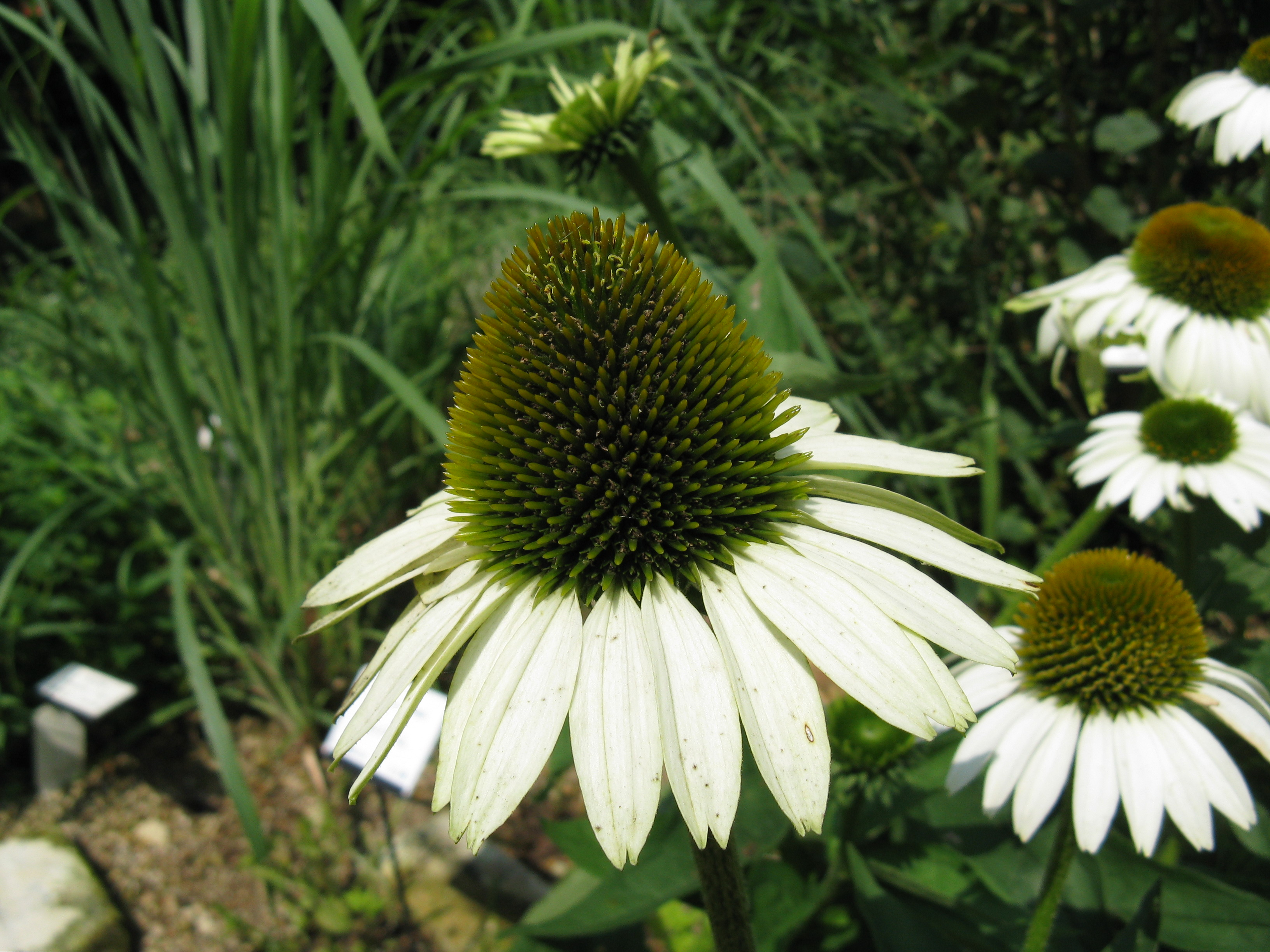
Echinacea 'Primadonna White'

- 'Phoenix'
- 'Pica' Bella
- 'Piccolino'
Этот первый карликовый сорт с «махровыми» розовыми соцветиями. Появился в продаже в 2011 году. Прекрасно кустится. Высота около 30 см[9].
- 'Pineapple Sundae'
Высота около 70 см. Соцветия «махровые», ярко-жёлтые, с возрастом превращающиеся в помпон с поникающими язычковыми цветками. Кусты крупные, цветоносы крепкие, длинные, ветвящиеся[9].
- 'Pink Double Delight' Arie Blom.
 Сорт эхинацеи пурпурной. Высота растений около 65 см. Соцветия розовые с коричневым центром. В Голландии цветение с середины июня до сентября[29]. Выгодно отличается ранним цветением, большей способностью образовывать дочерние розетки и устойчивостью цветоносов к ветру и дождю. Один из лидеров продаж в Европе[9].
- 'Pink Poodle'
- 'Pink Sorbet' Arie Blom. 
Сорт эхинацеи пурпурной. Высота растений около 120 см. Соцветия розовые. Конус соцветия состоит из относительно длинных трубчатых цветков, язычковые цветки поникающие. В Голландии цветение начинается в конце июле и продолжается до конца сентября[30].
- 'Pixie Meadowbrite'
- 'Primadonna' (syn. 'Primadonna Tiefrosa', Primadonna® Tiefrosa). 
Высота растений около 75 см. Соцветия розовые с оранжево-бронзовым центром, диаметром около 13,5 см. Цветение с середины лета до осени[31].
- 'Profusion'
- 'Purity'

## R

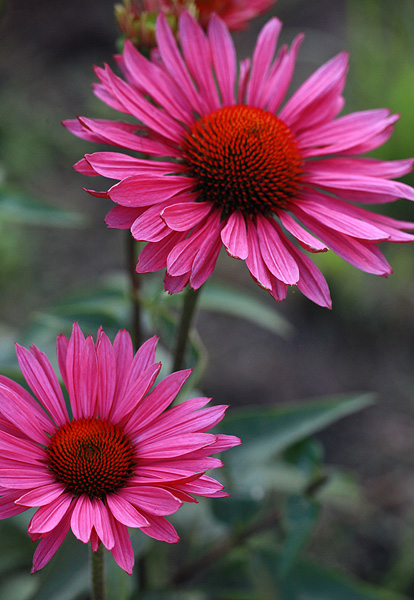
Echinacea 'Ruby Glow'

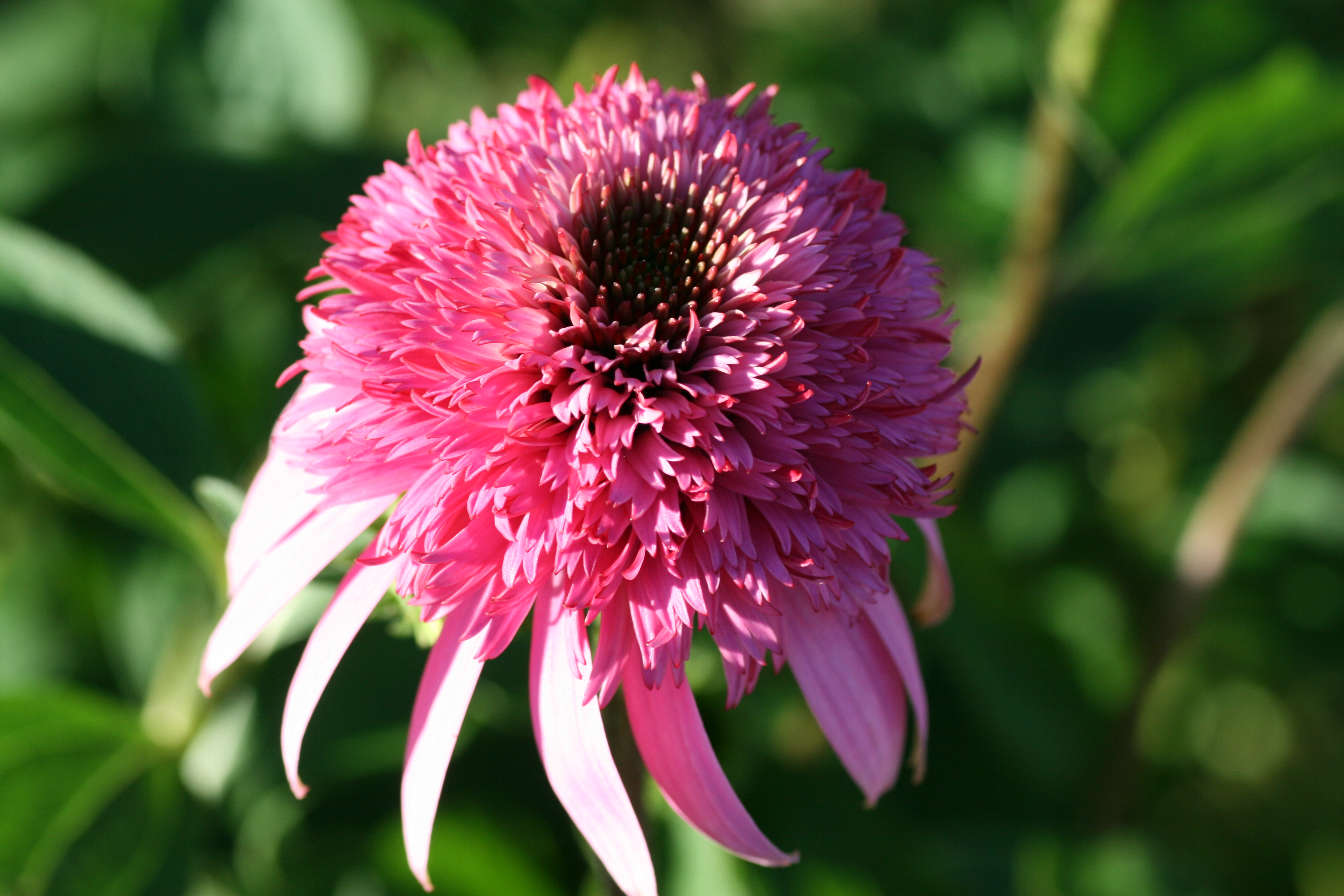
Echinacea 'Razzmatazz'

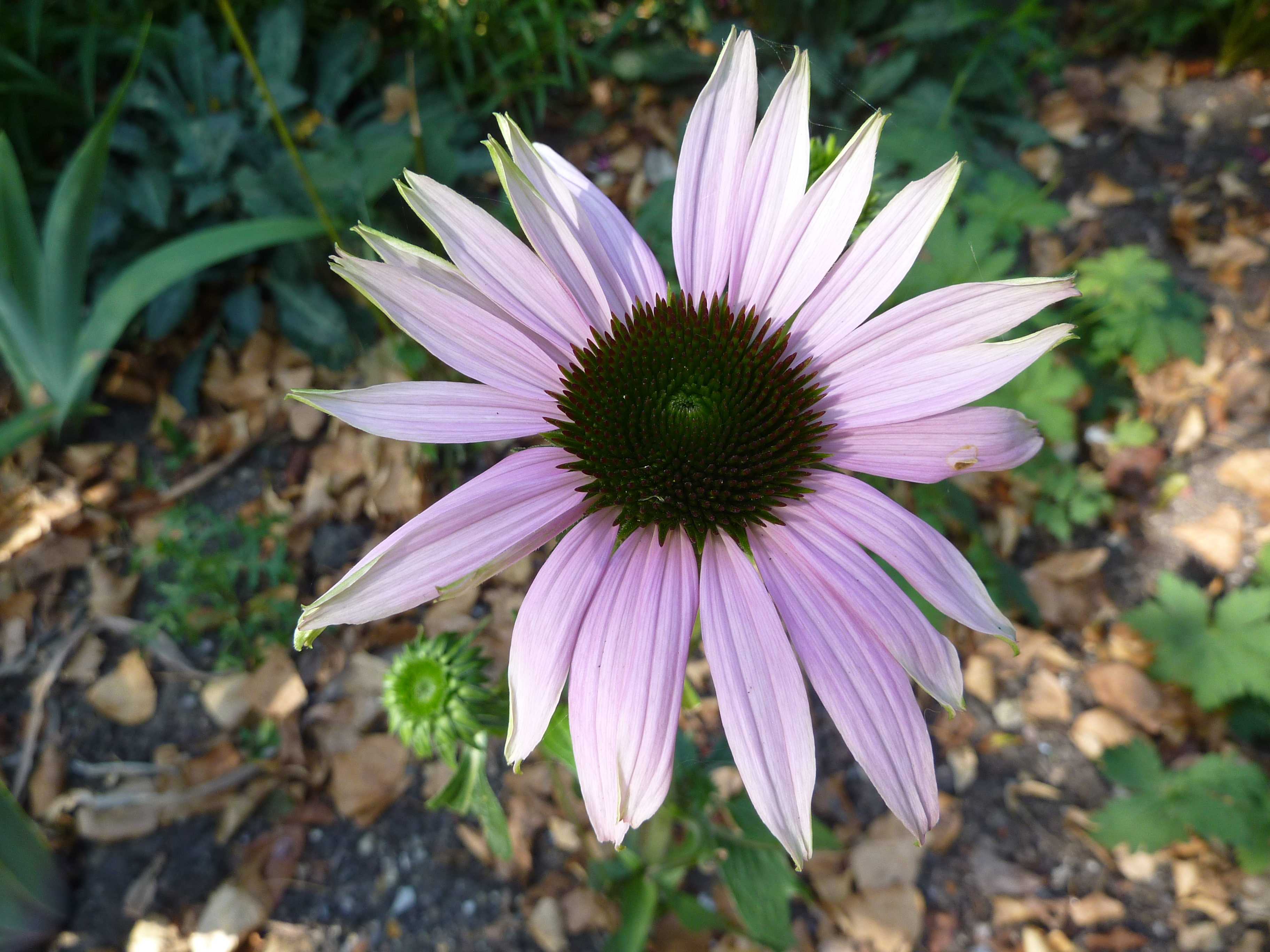
Echinacea 'Rubinstern'

- 'Raspberry Tart'
- 'Raspberry Truffle' Arie Blom. 
Сорт гибридного происхождения. Высота растений около 80 см. Соцветия крупные, «махровые», красно-розовые с красно-коричневой серединой и горизонтально расположенными язычковыми цветками. Молодые соцветия c выраженным коричневым центром, который выгодно сочетается с крепкими, ветвящимися, коричневыми стеблями. Куст хорошо нарастает. Цветение в Голландии с начала июля[9][32].
- 'Razzmatazz' Jan van Winsen
Высота до 80—90 см. Ширина до 45—60 см. Цветки ароматные, махровые, нормально развитыми является только нижний ряд лепестков. Цвет пурпурно-розовый. Предпочитает богатые, нейтральные почвы и открытое солнце. Темп роста средний. Цветение: июль—август. 
Зоны морозостойкости (USDA-зоны): от 3 до 9[33]. По другим данным: от 5а до 9b[34].
- 'Rocky Top'
- 'Ruby Glow'. 
Высота растений 45—60 см. Соцветия ярко-розовые с оранжево-красным центром. Зоны морозостойкости: 4a—9b[35].
- 'Ruby Giant'.
 Зоны морозостойкости: 3—9. Высота растений 60—76 см. Соцветия тёмно-рубиново-розовые с оранжево-коричневым центром[36]. Согласно другому источнику: соцветия фиолетово-розовые, выгорая становятся серо-фиолетовыми, центр (до 5 см в высоту) коричневый, диаметр соцветий около 10 см. Награды: Award of Garden Merit (The Royal Horticultural Society)[37].

## S
- 'Secret Passion'
- 'Southern Belle' Arie Blom. 
Сорт гибридного происхождения. Одним из видов использованных для его создания была Echinacea tennesseensis. На рынке с 2011 года. Цветёт одной из первых, среди других сортов эхинацеи (в Голландии с конца июня, 12—14 недель[38]). Высота растений около 1 м. Листья относительно небольшие. Цветки махровые, глубокого розового цвета[39]. От родительской формы унаследовал быстрое нарастание и кущение, обильное и продолжительное, с июня по октябрь, цветение. Цветоносы многократно ветвящиеся[9]. Зоны морозостойкости: 5—9[38].
- 'Summer Breeze'
- 'Summer Cocktail'
- 'Summer Sun'
- 'Sunrise'

## T
- 'Tangerine Dream'
- 'Tiki Torch'
- 'Tomato Soup'
- 'Twilight'

## V
- 'Vintage Wine'
- 'Virgin'

## W
- 'White Double Delight' Arie Blom. 
Сорт эхинацеи пурпурной. В начале была получена химера имеющая соцветия с белыми и розовыми цветками. Существовали растения с частично белыми, а частично розовыми цветками. Посредством культуры тканей были созданы растения с чисто белыми цветками, после нескольких лет тестирования показавшие себя стабильными. Высота растений около 60 см. Соцветия «махровые», белые, в юном возрасте демонстрируют зеленовато-желтую сердцевину. Рано зацветает и обильно цветёт. Является полным аналогом 'Pink Double Delight' с его уникальными характеристиками, что делает его идеальным и для озеленения, и для контейнеров. На рынке с 2011 года[9][40].